# Ali Dif
Pour les articles homonymes, voir Dif.
Ali Dif est un joueur puis entraîneur algérien de volley-ball, né le 8 janvier 1969,,.

## Clubs
- ? : La Marsa

## Palmarès
- Championnat d'Afrique :
  -  Vainqueur : 1991, 1993

- Jeux africains :
  -  Vainqueur : 1991

- Jeux olympiques  :
  - 1992 : 12e

- Championnats du monde  :
  - 1994 : 13e

## Palmarès d'entraîneur
- Championnat d'Oman de volley-ball 2019  Al Seeb
- Coupe d'Oman de volley-ball  2019  Al Seeb